# Heckscherville
Heckscherville és una concentració de població designada pel cens dels Estats Units a l'estat de Pennsilvània. Segons el cens del 2000 tenia 76 habitants.

## Demografia
Segons el cens del 2000, Heckscherville tenia 76 habitants, 36 habitatges, i 23 famílies. La densitat de població era de 172,6 habitants per quilòmetre quadrat.
Dels 36 habitatges en un 16,7% hi vivien nens de menys de 18 anys, en un 38,9% hi vivien parelles casades, en un 16,7% dones solteres, i en un 36,1% no eren unitats familiars. En el 27,8% dels habitatges hi vivien persones soles el 16,7% de les quals corresponia a persones de 65 anys o més que vivien soles. El nombre mitjà de persones vivint en cada habitatge era de 2,11 i el nombre mitjà de persones que vivien en cada família era de 2,57.
Per edats la població es repartia de la següent manera: un 14,5% tenia menys de 18 anys, un 2,6% entre 18 i 24, un 22,4% entre 25 i 44, un 28,9% de 45 a 60 i un 31,6% 65 anys o més.
L'edat mediana era de 54 anys. Per cada 100 dones de 18 o més anys hi havia 75,7 homes.
La renda mediana per habitatge era de 35.625 $ i la renda mediana per família de 41.250 $. Els homes tenien una renda mediana de 28.750 $ mentre que les dones 15.625 $. La renda per capita de la població era de 18.577 $. Entorn del 20% de les famílies i el 28,2% de la població estaven per davall del llindar de pobresa.

## Poblacions més properes
El següent diagrama mostra les poblacions més properes.